# Yip Tsz Fung
Yip Tsz Fung (chinois : 葉梓豐), né le 19 septembre 1993 à Hong Kong, est un joueur professionnel de squash représentant Hong Kong. Il atteint en avril 2019 la 21e place mondiale sur le circuit international, son meilleur classement. Il annonce sa retraite sportive en septembre 2022 à cause de blessures récurrentes.

## Palmarès

### Titres
- Open de Macao : 2018
- Championnats d'Asie par équipes : 2 titres (2016, 2018)
- Championnats de Hong Kong : 2 titres (2016[3], 2021)

### Finales
- Open de Malaisie : 2018[4]
- Championnats d'Asie : 2021